# Ettore Campogalliani
Ettore Campogalliani (* 30. September 1903 in Monselice; † 3. Juni 1992 in Mantua) war ein italienischer Komponist, Musiker und Gesangslehrer.

## Leben
Campogalliani studierte ab 1921 Klavier und absolvierte das Conservatorio Giovanni Battista Martini. Dann studierte er ab 1933 Komposition am Konservatorium von Parma. Schließlich studierte er ab 1940 Gesang am Konservatorium von Piacenza.
Nach kurzer Tätigkeit als Komponist (einschließlich Filmmusik für den 1942 gedrehten Film Musica proibita unter der Regie seines Onkels Carlo Campogalliani) und als Pianist widmete er sich dem Musikunterricht. Er unterrichtete Klavier am Liceo Musicale in Piacenza und Gesang an den Konservatorien in Parma und Mailand. Anschließend lehrte er Gesangstechnik und -interpretation an der Opernschule der La Scala in Mailand.
Campogalliani war der Gesangslehrer von Renata Tebaldi, Renata Scotto, Mirella Freni, Ferruccio Furlanetto, Ruggero Raimondi, Luciano Pavarotti, Carlo Bergonzi, Gino Penno, Antonio Carangelo und Giuliano Bernardi.
Im Jahre 1946 gründete Ettore Campogalliani zu Ehren seines Vaters Francesco die Theater- und Schauspielakademie Accademia Teatrale Francesco Campogalliani.

## Kompositionen
Zu den von Ettore Campogalliani komponierten Werken gehören:
- Trio für Violine, Cello und Klavier (1932)
- Sarabanda e Minuetto für Klavier Op. l (1934)
- Sonata in e-Moll für Violine und Klavier
- Drei Lieder für Gesang und Klavier
  - L'arrivo (1935) für Gesang und Klavier, Text von Amadeo Pinelli
  - Castello in aria (1936) für Gesang und Klavier, Text von Sergio Corazzini
  - Piangete occhi (1935) für Gesang und Klavier, Text von Angelo Poliziano